# 馬藜
馬 藜（ば れい、1989年11月3日 - ）は、中国の女優。上海師範大学謝晋影視芸術学院を卒業し、出演作には《遠方的山楂樹》、《陽光之下》、《親愛的孩子們》、《我和我的三個姐姐》などがある。

## 経歴
1989年11月、馬藜は遼寧省大連市で生まれる。小学生の頃から舞踏を習い、のちに怪我が原因で女優を志した。2003年、14歳だった馬藜は映画《琴声暖洋洋》に出演し、初デビューを果たした。
2018年、テレビドラマ《你好，旧時光》に出演。
2020年3月、自身が主演を務めたテレビドラマ《遠方的山楂樹》が放送され、蒋欣童の役に徹する。
2021年11月、《我和我的三个姐姐》が放送され、韓愛嵐役で出演。12月、《親愛的孩子們》が放送され、劇中に白歌役で出演した。
2022年11月，《燦爛的季節》が放送され、劇中に袁曉夏役で主演した。